# Fathers 4 Justice
Fathers 4 Justice (dt. „Väter für Gerechtigkeit“), kurz auch F4J genannt, ist eine Lobbygruppe mit Aktionsgruppen in Großbritannien, den Niederlanden, den USA, Kanada, Australien, Italien und Schweden. Sie tritt ein für gemeinsames Sorgerecht, Familienrechtsreformen und Vaterrechte.
Ein Markenzeichen der F4J-Aktionen ist, dass sie immer gut organisiert sind und effektvoll öffentliches Aufsehen erregen. Die Aktionen sind oft als Medienspektakel inszeniert und werden als militant betrachtet, obwohl die „Fathers 4 Justice“ sich selbst als harmlos bezeichnen.

## Geschichte

### 2004
2004 sorgte die sechsstündige Besetzung eines Balkons des Buckingham Palace durch einen als Batman verkleideten Vater für ein weltweites Medienecho.
Am 19. Mai 2004 wurde Premierminister Tony Blair im Unterhaus mit Kondomen, die mit lila Mehl gefüllt waren, beworfen. Ziel der „Guerilla“-Aktionen war es, auf die aus Sicht der „Fathers 4 Justice“ nahezu rechtlose Lage von Vätern aufmerksam zu machen und somit Politiker unter Druck zu setzen, Gesetzesänderungen im Familienrecht herbeizuführen.
Im Mai 2004 schrieb The Times: „Nur 18 Monate nach ihrer Gründung ist diese Gruppe die bekannteste Guerilla-Interessengruppe in Großbritannien“.

### 2005
Von der BBC wurde die Gruppe im März 2005 als „die weltweit am stärksten wachsende Interessengruppe“ bezeichnet.
Aufgrund der Militanz und krimineller Vergehen einiger Mitglieder, die in der Öffentlichkeit für starken Unmut sorgten, kam es Ende 2005 zu Streitigkeiten innerhalb der Gruppe. 40 Männern wurde Ende 2005/Anfang 2006 die Mitgliedschaft in der Organisation entzogen. Unmittelbarer Anlass war ein Komplott einiger F4J-Mitglieder, den damals fünfjährigen Sohn von Premierminister Tony Blair zu entführen. Die ausgeschlossenen Mitglieder gründeten die Real Fathers 4 Justice. Sie wollen noch radikaler sein als Gründervater Matt O’Connor, der zwar sagt, er führe seine Organisation wie eine militärische und nicht wie eine demokratische Organisation, aber in letzter Zeit mehr auf Verhandlungen setzt.
Die britischen „Fathers 4 Justice“ haben im Frühjahr 2005 ein Banner mit der Parole „Im Namen des Vaters“ an der Kuppel der Londoner St Paul’s Cathedral angebracht, um für ein aus ihrer Sicht gerechteres Umgangsrecht zu demonstrieren.

### 2006
Im Mai 2006 schafften es die F4J-Familienrechts-Aktivisten, während der BBC-Liveübertragung der landesweiten Lotterie-Ziehung ihren Protest öffentlichkeitswirksam mit der Stürmung der Studiobühne aus dem Zuschauerraum heraus direkt vor der Ausstrahlung des Eurovision Song Contest zu platzieren. Die BBC strengte anschließend eine Untersuchung zu den Sicherheitsmaßnahmen im Fernsehstudio an.

### 2007
Im November 2007 wurde in Deutschland der Verein Väter für Gerechtigkeit gegründet.

### 2008
Am 15. August 2008 verursachte der F4J-Aktivist Geoffrey Hibbert als Batman kostümiert einen mehr als 10 Meilen langen Stau im Berufsverkehr durch das Erklimmen des Gerüstes für die Fahrbahnbeschilderung auf der M25 in Richtung des Londoner Flughafens Heathrow, mehrstündiges Ausharren und Anbringen eines Protest-Transparentes gegen die Benachteiligung in der Familienrechtspraxis.

### 2010
Im Juni 2010 wurde das bronzezeitliche Uffington White Horse, ein wichtiges vorgeschichtliches Bodendenkmal in Oxfordshire (Distrikt Vale of White Horse), durch Beschmieren mit lila Farbe beschädigt. In unmittelbarer Nähe wurde ein Transparent der F4J entdeckt. Sprecher der New Fathers 4 Justice wie auch der Real Fathers 4 Justice distanzierten sich allerdings von der Tat.

### 2013
Im Juni 2013 besprühte ein Aktivist ein Porträt von Elisabeth II. in der Westminster Abbey.

## Prominente Unterstützer
Prominente Unterstützung erfährt „Fathers 4 Justice“ u. a. durch Bob Geldof, der selbst nach seiner Scheidung von Paula Yates 1996 bis kurz vor deren Drogentod 2000 in einem langen Rechtsstreit das Sorgerecht für die drei gemeinsamen Töchter erkämpfte.